# Bangor (Francja)
Bangor – miejscowość i gmina we Francji, w regionie Bretania, w departamencie Morbihan.
Według danych na rok 1990 gminę zamieszkiwało 735 osób, a gęstość zaludnienia wynosiła 29 osób/km² (wśród 1269 gmin Bretanii Bangor plasuje się na 700. miejscu pod względem liczby ludności, natomiast pod względem powierzchni na miejscu 367.).

## Galeria

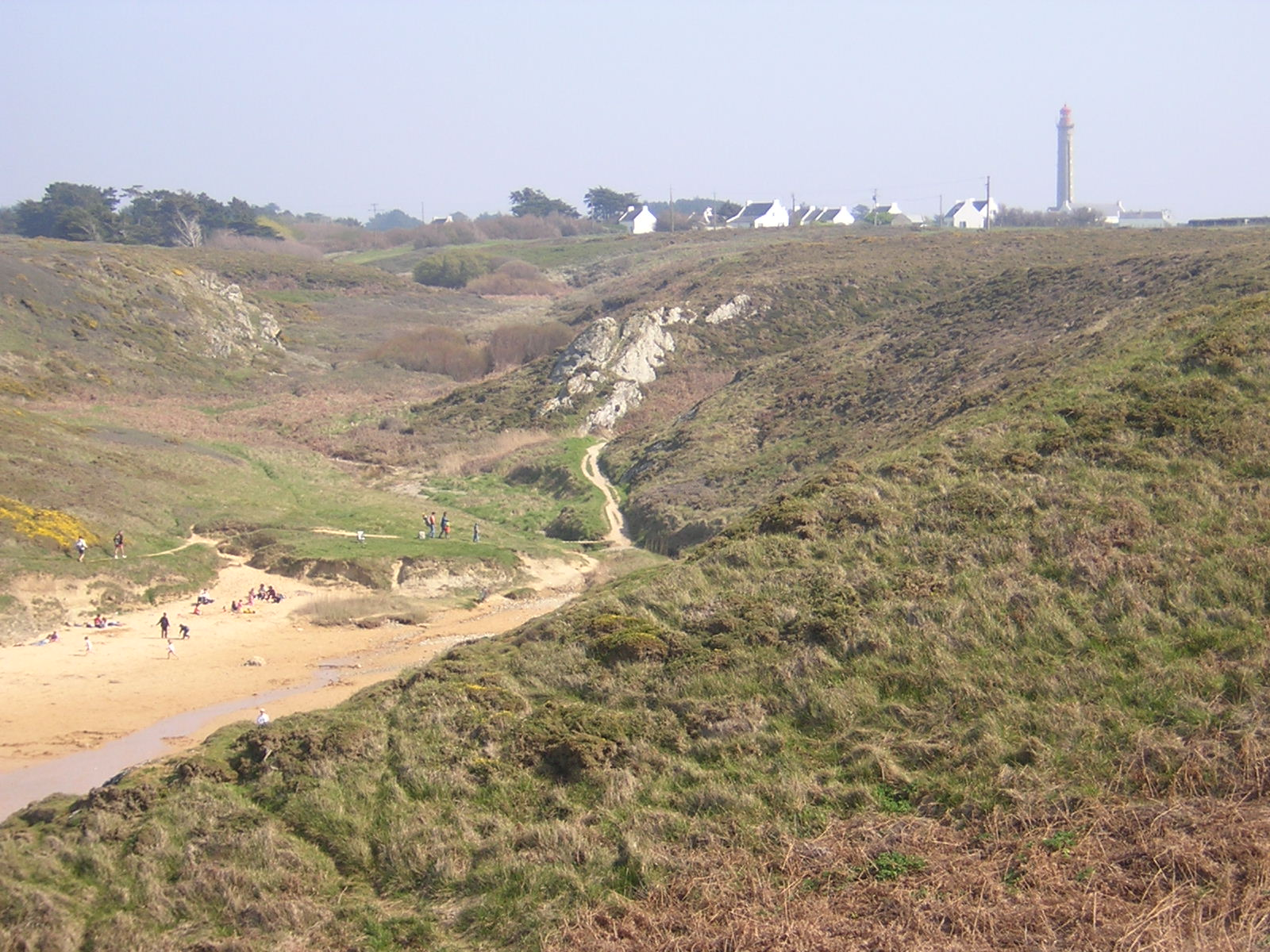
Widok na latarnię morską
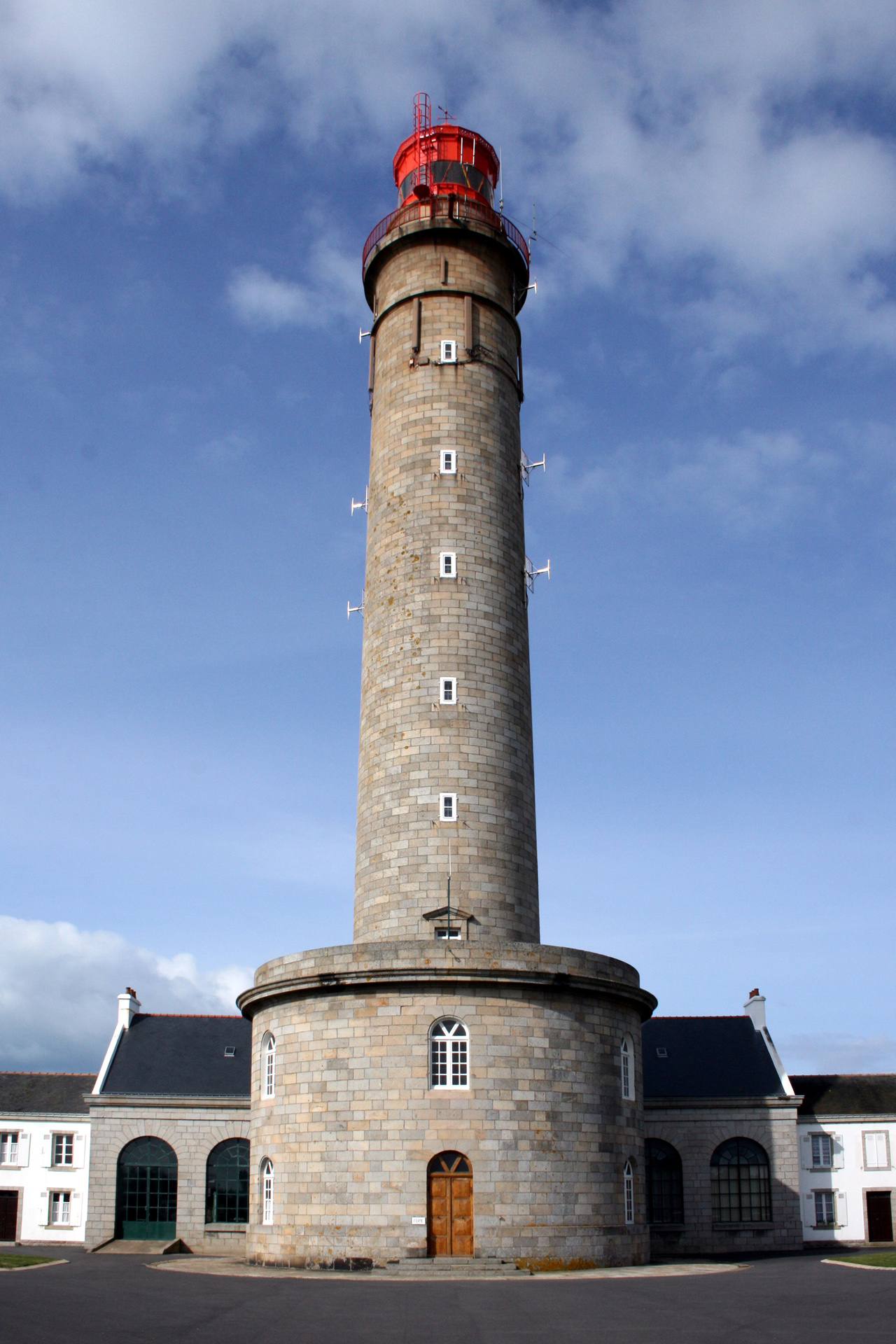
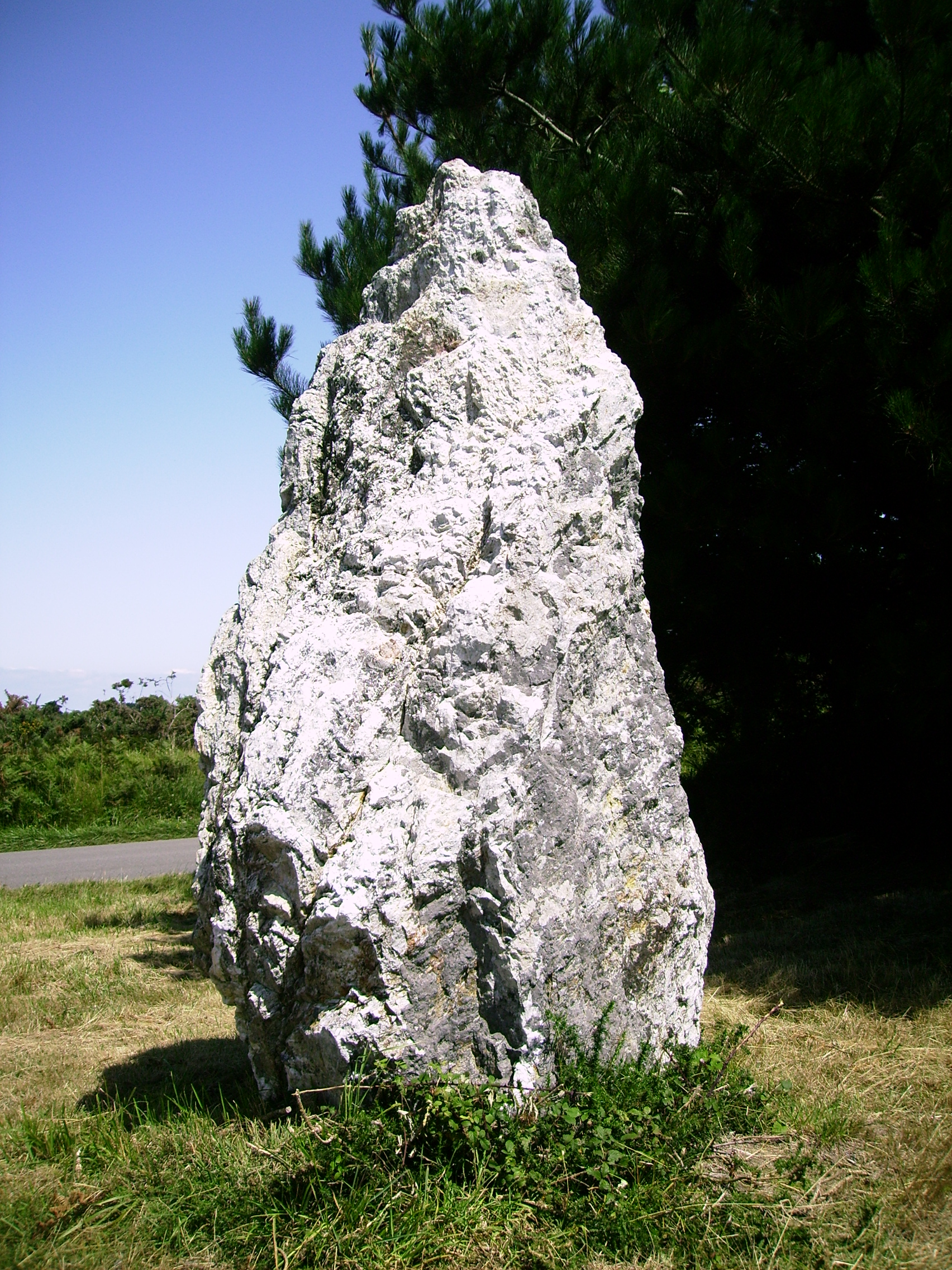